# ماري ألفونسين
ماري ألفونسين أو الطوباوية ماري ألفونسين غطاس (4 أكتوبر 1843-25 مارس 1927) هي راهبة فلسطينية مسيحية ولدت في القدس باسم سلطانة عام 1843. أسست راهبات المسبحة الوردية الدومينيكانية في القدس (راهبات الوردية). تم تطويبها من قبل رئيس الأساقفة أنجيلو أماتو نيابة عن البابا بنديكتوس السادس عشر في عام 2009.
في 6 ديسمبر 2014، اعترف البابا فرانسيس بمعجزة نُسبت لشفاعتها والتي كانت شرطًا لتقديسها. إعلن عن تاريخ تقديسها في 14 فبراير 2015 جنبًا إلى جنب مع آخرين، وتم تقديسها في 17 مايو 2015.

## حياتها
انخرطت في سلك الرهبانية عام 1860 وأبرزت نذورها الابتدائية عام 1863، وقامت بعد إبرازها النذور بتعليم اللغة العربية لمدة سنتين في القدس، أسست خلالها «أخوية الحبل بلا دنس» و«أخوية الأمهات المسيحيات». نقلت بعد القدس إلى بيت لحم، وخلال تواجدها هناك أرادت تأسيس رهبنة خاصة بها، ووافق بطريرك القدس اللاتيني على طلبها فتأسست على يدها «راهبات الوردية المقدسة» عام 1883 برفقة ثمانية فتيات أخريات. وقد تمت الموافقة على قوانين الرهبنة عام 1897 ونمت بسرعة وازداد عدد المنتسبات لها، ثم أصبحت عام 1959 رهبنة حبريّة أي تتبع مباشرة للكرسي الرسولي. جالت الأم ماري ألفونسين في مناطق عدة ضمن مهمة التدريس والإرشاد في الناصرة والسلط وغيرها من الأماكن، وأخيرًا في عين كارم حيث توفيت. وقد تميّزت «بالحب والتواضع والصمت والبذل والعطاء».
تم إعلانها طوباوية للكنيسة الكاثوليكية في 22 نوفمبر 2009، بعد موافقة البابا بندكت السادس عشر على أنها عاشت «الفضائل المسيحية» وهي المحبة والإيمان والرجاء خلال حياتها الأرضية، ونسبت أعجوبة شفاء لشفاعتها؛ وقد تم حفل التطويب في الناصرة. تم اعلانها قديسة في 17 مايو 2015.

## مواقع خارجية
- رهبانية الوردية المقدسة.